# Hydra (Mitos de Cthulhu)
Hydra, também conhecida como Mãe Hydra, é uma criatura que aparece em H.P. Lovecraft, nos mitos de Cthulhu. Diz-se que se assemelha a uma colossal monstruosidade das profundezas, uma enorme criatura humanóide com um rosto de peixe, guelras ondulantes e pele de peixe. Ela, junto com o Padre Dagon e o próprio Grande Cthulhu, formam a "sagrada trindade" das Profundezas: as três entidades adoradas como deuses por aquela raça aquática.
Há muito debate sobre se a Mãe Hidra é a Grande Velha (Deidade Primordial), ou se ela é simplesmente uma "Profunda" (gênero de deidades) coberta de vegetação (considerando que alguns dos Profundos continuam a crescer à medida que envelhecem), mas deve-se notar que Hydra e seu consorte Dagon foram confiadas por Cthulhu com a guarda de sua “filha” Cthylla. Este é um dever que eles executam em uma das poderosas cidades submarinas das Profundezas em algum lugar abaixo do Atlântico Norte. Mãe Hydra foi um dos alvos da Fundação Wilmarth durante o Projeto X em março de 1980. A operação acabou malsucedida e ela conseguiu escapar da destruição parcial da cidade "Deep One" fora do porto de Innsmouth, junto com o Padre Dagon e Cthylla.